# ريتشارد بارنز ماسون
ريتشارد بارنز ماسون (بالإنجليزية: Richard Barnes Mason)‏ هو ضابط أمريكي، ولد في 16 يناير 1797 في كسينغتون في الولايات المتحدة، وتوفي في 25 يوليو 1850 في سانت لويس في الولايات المتحدة.